# Landesgartenschau Wernigerode 2006
Die Landesgartenschau Wernigerode 2006 war die 2. Landesgartenschau in Sachsen-Anhalt. Sie fand vom 15. April bis zum 8. Oktober 2006 in der Stadt Wernigerode im Landkreis Harz unter dem Motto „Harzblicke erleben“ statt. Wernigerode liegt am Nordrand des Harzes zwischen Bad Harzburg und Quedlinburg.
Das Ausstellungsgelände war geprägt durch eine Sieben-Seen-Kette und die direkte Anbindung an den Harz. Blüten- und Farbenpracht in drei Jahreszeiten wurde in rund 100 Themengärten und in großen Hallenschauen geboten. Der „Gartenträume“-Garten ermöglichte eine Verbindung zu bekannten Gartenanlagen Sachsen-Anhalts, wie z. B. den Klostergärten in Drübeck, dem Dessau-Wörlitzer Gartenreich und dem Barockgarten in Haldensleben.